# Prawica
Prawica – określenie pochodzące z okresu rewolucji francuskiej, kiedy mianem prawicy określano ugrupowania przedstawicieli duchowieństwa, szlachty i arystokracji, które w Zgromadzeniu Narodowym zasiadały po prawej stronie sali, w opozycji do lewicy, czyli zasiadających po lewej stronie polityków żądających przemian społeczno-politycznych. Do końca XIX wieku prawica była kojarzona z grupami zachowawczymi domagającymi się utrzymania feudalnych przywilejów. Współcześnie do prawicy zalicza się partie o charakterze konserwatywnym, nacjonalistycznym, chadeckim, a niekiedy także liberalnym (gospodarczo, nie społecznie).
Wartościami uznawanymi przez zwolenników prawicy za podstawowe wartości tejże ideologii są: ustanowienie i utrzymywanie hierarchicznego ładu społecznego, przywiązanie do tradycji i istniejącej hierarchii społecznej.

## Pochodzenie nazwy
Termin wywodzi się z okresu rewolucji francuskiej (1789), kiedy to w Zgromadzeniu Narodowym przedstawiciele szlachty, arystokracja i duchowieństwo zasiadali po prawej stronie sali, zaś po lewej politycy żądający przemian społecznych i politycznych (lewica).
Określenie prawica przez cały XIX w. było kojarzone z ugrupowaniami zachowawczymi, klerykalnymi, walczącymi o utrzymanie feudalnych przywilejów stanowych, zwalczającymi postępowe ruchy społeczne. Termin prawica-lewica zaczął być szerzej używany w okresie hiszpańskiej wojny domowej lat 30. XX wieku.

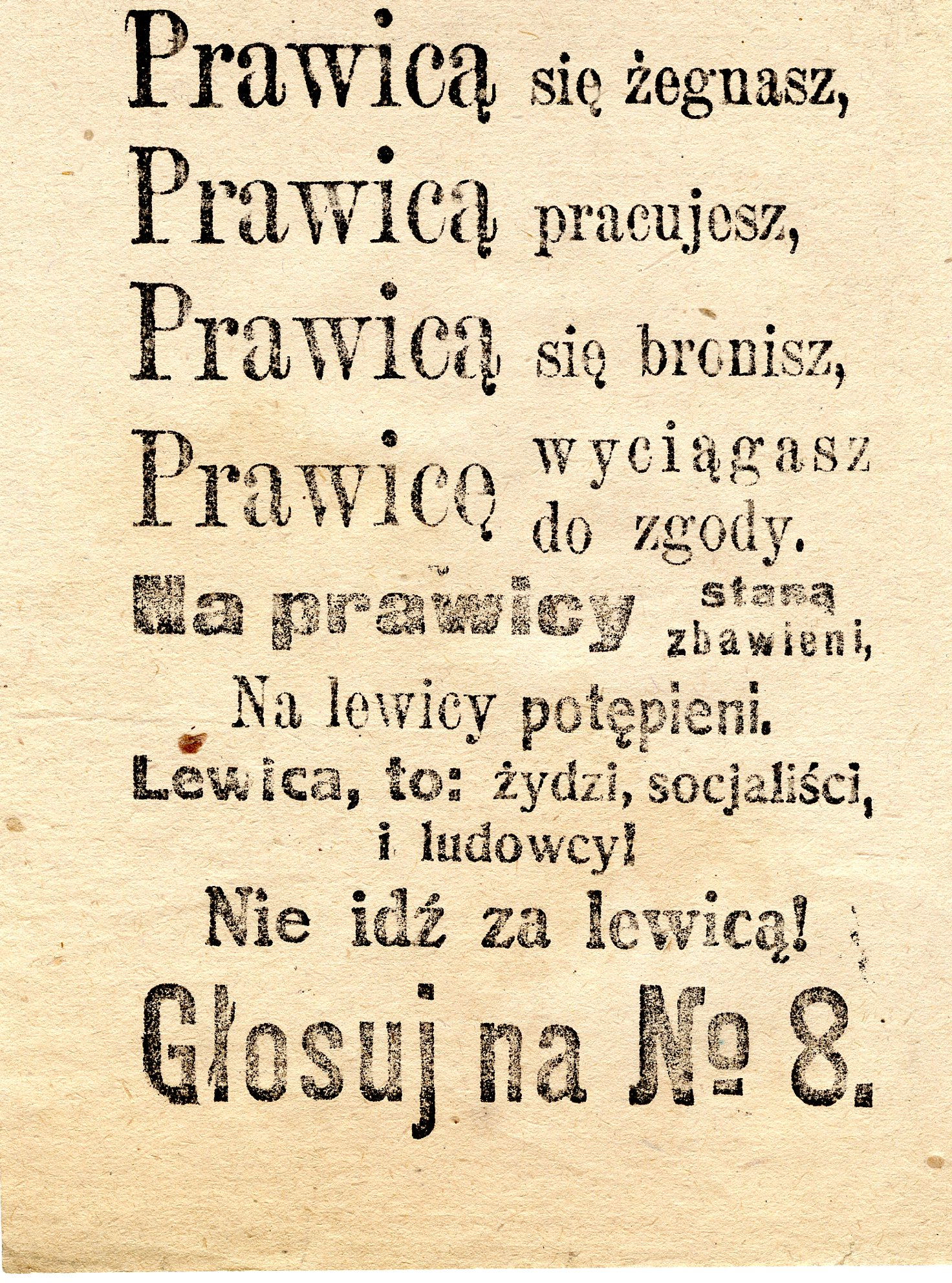
Polska przedwojenna ulotka prawicowa

## Podział prawicy
Określenie „prawica” pierwotnie odnosiło się do tradycyjnych konserwatystów, monarchistów i reakcjonistów, z czasem do prawicy zaliczani byli przedstawiciele nowo powstałych nurtów politycznych – neokonserwatyści, chadecy, fundamentaliści religijni, klasyczni liberałowie, nacjonaliści oraz na skrajnej prawicy: zwolennicy supremacji rasowej, faszyści. Prawica jest zróżnicowana na tle gospodarczym, o ile pierwotnie prawica popierała poglądy broniące gospodarki feudalnej, to wraz z osłabianiem się tradycyjnych warstw społecznych, znaczna część prawicy zaczęła wspierać kapitalizm, zwłaszcza w świecie anglosaskim. Od XX wieku część prawicy szczególnie tej skrajnej odrzuca modele kapitalistyczne (w przypadku radykałów na rzecz m.in. korporacjonizmu czy faszyzmu), z kolei bardziej umiarkowana prawica coraz częściej popiera neoliberalizm.
Inne znaczenie prawica ma w Stanach Zjednoczonych, gdzie kojarzona jest z tamtejszym ruchem konserwatywnym. Taka definicja dominuje w polityce amerykańskiej od czasów rządów Ronalda Reagana w latach 80.